# Povoamento do Brasil
A ocupação do território brasileiro se iniciou com pequenos arraiais espalhados em diversas localidades. Tais ocupações aconteceram devido à necessidade européia de ampliar suas atividades comerciais, o que fez com que procurassem novos produtos e novas áreas a serem exploradas.
O povoamento brasileiro, no século XVI, limitou-se a territórios litorâneos próximos ao oceano Atlântico, onde desenvolveram inúmeras lavouras de cana-de-açúcar na Capitania de Pernambuco e no Recôncavo Baiano, o que resultou na transferência da pecuária, que antes se desenvolvia na Zona da Mata nordestina, para o sertão nordestino.
Nesse período, começa o extermínio indígena[parcial?], que foi tanto biológico (encontro entre populações isoladas entre si), físico (genocídio) quanto cultural (etnocídio), no entanto um novo povo foi formado (etnogênese), o brasileiro, como é de praxe no encontro entre civilizações de diferentes graus de tecnologia e como é comum povos serem formados pela assimilação e predomínio de uns aos outros, e pelo prestígio dos conquistadores, vide processos de germanização; e com graus variáveis de sua contribuição dêmica, mesmo que pequena, vide o caso da Turquia, Hungria. No século XVII, aconteceram as primeiras expedições denominadas bandeiras, que povoaram em grande escala o território brasileiro, principalmente nas extremidades do rio Amazonas, do rio São Francisco e do sertão nordestino. Os portugueses, em maior número que os nativos, dominaram a região e começaram a capturá-los para, juntos, buscarem ouro e pedras preciosas. Em 1616, fundaram Belém do Pará, hoje capital do estado do Pará.
No século XVIII, houve um grande aumento na população, interna e externamente — pela maciça imigração desde Portugal, quase esvaziando a esse, fato causado pela descoberta de ouro e pedras preciosas em regiões hoje denominadas Minas Gerais, Goiás e Mato Grosso. Essa população se alojou em povoamentos dispersos no interior, mas estes logo foram se esvaziando. À medida que as preciosidades foram se esgotando, o povo foi se dispersando. 
O povoamento ocorrido no interior teve intenção de explorar e extrair riquezas de lá, mas este também trouxe alguns benefícios, como a abertura de estradas que davam acesso a regiões litorâneas e o fortalecimento das ligações entre os criadores de gado.
Vale lembrar que o vale do Rio São Francisco foi a nossa versão do Vale do Mississipi, local de intensa radiação de populações por todo o Brasil. 
No século XIX, houve a grande expansão territorial na qual os territórios ao sul tornaram-se inteiramente povoados. Os governantes brasileiros, a querer atender os padrões europeus, por vergonha de sua população mulata, incentiva migrações vindas da Europa, com objetivo de branqueamento da população brasileira e povoação de territórios fronteiriços, salvaguardando seu domínio, mas antes precedido por migração de luso-brasileiros ao Sul. As procuras por algodão e café se intensificaram, mas a prosperidade originada pelo algodão se finda juntamente com a  guerra civil americana. Em contrapartida, a do café se intensifica com sua valorização na Europa, demandando uma alternativa ao fim da mão-de-obra escrava. O cultivo do café incentivou o trabalho assalariado e a acumulação de capitais, o que impulsionou o desenvolvimento industrial. Esse período ainda marca o início da mecanização com a instalação das ferrovias, dos telégrafos e das companhias de navegação.
No início do século XX, ocorreram movimentos de desbravamento e povoamento de novas localidades dentro do território, o que ficou conhecido com as frentes pioneiras se iniciando em São Paulo. Esse processo foi baseado na economia que girava em torno do café, que necessitava de mais lugares para sua lavoura. O aumento das exportações, o esgotamento dos solos e a facilidade de empréstimos bancários foram as causas desse grande movimento que se iniciou no Vale do Paraíba, passou pelas regiões de Campinas, Ribeirão Preto, São José do Rio Preto e terminou no estado do Paraná. Esse desbravamento é conhecido como a Marcha do Café.
Outros motivos importantes para o pioneirismo foram a expansão ferroviária, a colonização por imigrantes no Sul, a Marcha para o Oeste (que foi um movimento de ocupação do Centro-Oeste) e o aproveitamento agrícola das áreas do cerrado para o cultivo da soja e para a criação de gado.